# Ernst Hamburger
Ernst Hamburger (später Ernest Hamburger; * 30. Dezember 1890 in Berlin; † 3. April 1980 in New York City) war bis 1933 deutsch-amerikanischer Beamter und Politiker (SPD). Wegen seiner jüdischen Herkunft und seiner sozialistischen Überzeugung ging er nach dem Beginn der nationalsozialistischen Herrschaft ins Exil und wurde Hochschullehrer, Mitarbeiter der Vereinten Nationen und politisch-historischer Publizist.

## Ausbildung und Beruf
Hamburger wurde 1890 als Sohn eines leitenden Angestellten geboren. Er besuchte bis 1909 das Gymnasium in Charlottenburg und studierte anschließend Volkswirtschaftslehre und Philologie an der Ludwig-Maximilians-Universität München und der Friedrich-Wilhelms-Universität  Berlin, wo er 1913 mit der Dissertation Symbola ad Horati carminum elocutionem zum Dr. phil. promoviert wurde.
Danach trat Hamburger als Studienreferendar 1914 in den höheren preußischen Schuldienst ein. Während des Ersten Weltkrieges war er Soldat. Zwischen 1919 und 1920 arbeitete Hamburger für die Deutsche Waffenstillstandskommission 1918. Danach war er ab 1920 als Studienassessor in der Bildungsverwaltung tätig. Seit 1921 war Hamburger Leiter der Pressestelle beim Oberpräsidium in Breslau. Seit 1922 war Hamburger Regierungsrat im Polizeipräsidium in Breslau und ab 1927 Oberregierungsrat im preußischen Innenministerium in Berlin. 
Außerdem war Hamburger Dozent an der Staatlichen Fachschule für Wirtschaft und Verwaltung in Berlin.

## Politik bis 1933
Zu einem nicht bekannten Zeitpunkt wurde Hamburger Mitglied der SPD. Für diese Partei gehörte er von 1924 bis 1933 dem preußischen Landtag an. In den Jahren 1928 und 1933 war er Mitglied im Fraktionsvorstand und zeitweise stellvertretender Fraktionsvorsitzender. In den Jahren 1928 und 1932 war er Ausschussmitglied der preußischen Staatsbank (Seehandlung). Als Verwaltungspraktiker hat Hamburger versucht, zur Demokratisierung der Verwaltung beizutragen. Allerdings stießen seine Vorschläge zur Ersetzung politischer Beamter durch Republikaner bei Minister Albert Grzesinski nicht selten auf Ablehnung. Mit Blick auf die Regierung Franz von Papen hat Hamburger 1932 eindringlich vor einer Unterwanderung der öffentlichen Verwaltung durch antidemokratische Kräfte gewarnt. Nach der für die Weimarer Koalition in Preußen katastrophalen Landtagswahl in Preußen im Jahr 1932 war keine der demokratischen Parteien in der Lage, eine mehrheitsfähige Regierung zu bilden. Auf diese Situation waren weder Otto Braun noch Carl Severing vorbereitet gewesen. Vor allem der sozialdemokratische Fraktionsvorsitzende Ernst Heilmann und sein Stellvertreter Hamburger drängten den zögernden Ministerpräsidenten, das „Bollwerk Preußen“ aus einer Minderheitsregierung heraus zu verteidigen. Dieser Versuch scheiterte am Preußenschlag von Reichskanzler Franz von Papen. In der Debatte im Landtag zu diesem Ereignis machte Hamburger auf den Zusammenhang zwischen dem Anwachsen des Nationalsozialismus und der Bildung der Regierung von Papen aufmerksam. „Diese Regierung von Papen verdankt ihre Existenz in der Tat dem Anwachsen der Macht, dem Terror und der Zustimmung der Nationalsozialisten.“ Man könne nicht „Tag für Tag die Demokratie beschimpfen, in Grund und Boden verdammen und das demokratische System zum Teufel wünschen,“ um sich zu beklagen, „wenn ein anderer die antidemokratischen Konsequenzen aus solchen Lehren zieht.“ Obwohl sich Hamburger über den Charakter des Nationalsozialismus keine Illusionen machte, konnte er sich vor dem Hintergrund der Reichstagswahl vom November 1932 eine Regierungsübernahme Hitlers nicht vorstellen. „In Deutschland wird niemals Adolf Hitler und der Nationalsozialismus zur Macht gelangen! Der Weg vom Kaiserhof bis zur Reichskanzlei beträgt zwei Minuten, aber Adolf Hitler wird ihn auch in einer Ewigkeit nicht zurücklegen.“ Diese Aussage erwies sich mit der Bildung der Regierung Hitler am 30. Januar 1933 als politische Fehleinschätzung. Noch kurz vor dem Verlassen Deutschlands initiierte Hamburger einen Artikel wider die nationalsozialistische Hetze gegen Professor Cohn von der Universität Breslau. Nach Angaben Hamburgers war dies der letzte in Deutschland erschienene Artikel gegen antisemitische Studentenproteste.

## Exil in Frankreich
Unmittelbar nach dem Beginn der nationalsozialistischen Herrschaft war Hamburger einer der ersten Beamten, die von der neuen Regierung entlassen wurden. Er ging daraufhin ins Exil, die ersten Jahre verbrachte er in Frankreich. Dort war er nach Berichten der Gestapo am Braunbuch zum Reichstagsbrand beteiligt. Hamburger war zudem führend an der sozialdemokratischen Flüchtlingsarbeit beteiligt. Er war Vorsitzender des Fürsorgeausschusses der Arbeiterwohlfahrt in Paris. Vor allem aber war er wissenschaftlich am Institut de Droit Comparé der juristischen Fakultät tätig. Außerdem war er Mitbegründer des Institut de Science de la Presse.

## New York und Nachkriegszeit
Seit 1940 lebte er in New York. Dort war er bis 1958 Professor an der New School for Social Research. Dort war er Gründungsmitglied des Institute of World Affairs. In Emigrantenkreisen engagierte er sich als Mitglied im Exekutivrat des „Deutschen Freiheitsrates“. Er beteiligte sich zusammen etwa mit Hans Staudinger und anderen Emigranten auch an Expertisen zur deutschen Entwicklung. Daneben hat Hamburger auch zur Reform des Rechts von New York beigetragen.
Im Jahr 1945 kehrte Hamburger als Professor an der École des hautes études noch einmal nach Europa zurück. Von 1946 bis 1956 war er Bearbeiter des Yearbook on Human Rights der UNESCO. Zwischen 1948 und 1958 war Hamburger Vertreter der USA in der Abteilung Menschenrechte bei den Vereinten Nationen. Außerdem war er von 1948 bis 1955 First Officer im Sekretariat der Vereinten Nationen.

## Leo Baeck Institut und Autor
Seit 1962 war Hamburger Vorstandsmitglied des Leo Baeck Instituts in New York. Schon zuvor, aber besonders seit dieser Zeit war er auch als Autor aktiv. Einen Schwerpunkt bildeten politische und historische Schriften insbesondere zur jüdischen Geschichte. So veröffentlichte Hamburger 1968 die Studie über Juden im öffentlichen Leben Deutschlands. Von diesem Werk ist nur der erste Teil erschienen, der sich mit der Zeit vor 1918 beschäftigt. Der geplante zweite Teil ist aus Altersgründen nicht mehr zustande gekommen. Im Jahr 1973 veröffentlichte Hamburger seine Studie Jews, Democracy and Weimar Germany. Auch in die damaligen geschichtswissenschaftlichen Debatten mischte sich Hamburger ein. So gehörte er neben Karl Dietrich Bracher zu den schärfsten Kritikern der Autobiographie von Heinrich Brüning. Erst nach seinem Tod erschien 1985 die zusammen mit Peter G. J. Pulzer erarbeitete für die historische Wahlforschung wichtige Arbeit Jews as Voters in the Weimar Republic.
Die Aberkennung seines Doktorgrades während der NS-Zeit wurde erst 1998 von der Humboldt-Universität symbolisch rückgängig gemacht.

## Schriften
- Die Eröffnungsbilanz der deutschen Friedenswirtschaft. Statistische Materialien mit Erläuterungen in allgemeinverständlicher Darstellung. Stalling, Oldenburg 1919.
- Zur Kohlen- und Rohstoffnot. Ihre Ursachen und ihre Überwindung. Kulturliga, Berlin 1920.
- Die Pariser Forderungen. Kulturliga, Berlin 1921.
- Staats-Zionismus. Sein Weg und sein Ziel. Staatszionistische Organisation, Berlin 1935.
- Education for an industrial age. Cornell University Press, Ithaca 1948.
- Ernst Hamburger Collection 1913-1980. Leo Baeck Institut Archiv
- Juden im öffentlichen Leben Deutschlands: Regierungsmitglieder, Beamte und Parlamentarier in der monarchische. Zeit. 1848–1918. Tübingen: Mohr, 1968
- Jews, Democracy and Weimar Germany. New York: Leo Baeck Institute, 1973